# Liste der Baudenkmäler im Wuppertaler Wohnquartier Hahnerberg
Die Liste der Baudenkmäler im Wuppertaler Wohnquartier Hahnerberg enthält die denkmalgeschützten Bauwerke auf dem Gebiet von Wuppertal-Hahnerberg (Quartier) in Nordrhein-Westfalen (Stand: November 2011). Diese Baudenkmäler sind in der Denkmalliste der Stadt Wuppertal eingetragen; Grundlage für die Aufnahme ist das Denkmalschutzgesetz Nordrhein-Westfalen (DSchG NRW).

## Auszug aus der Denkmalliste

### Eingetragene Baudenkmäler
| Bild           | Bezeichnung | Lage                           | Beschreibung         | Bauzeit         | Eingetragen seit   | Denkmal- nummer |
| -------------- | ----------- | ------------------------------ | -------------------- | --------------- | ------------------ | --------------- |
| weitere Bilder | Kamin       | Hahnerberg Gelpetal Karte      | Kamin Jansenkotten   | 1858            | 12. November 1993  | 3196 Wikidata   |
| weitere Bilder | Gaststätte  | Hahnerberg Käshammer 1 Karte   | Gaststätte Käshammer | 1826            | 20. Juli 1988      | 1424            |
| weitere Bilder | Hammerwerk  | Hahnerberg Käshammer 1 a Karte | Käshammer            | 17. Jahrhundert | 16. September 1985 | 581 Wikidata    |